# Joanna Fabicka
Joanna Fabicka (ur. 11 kwietnia 1970 w Łodzi) – polska pisarka, scenarzystka i felietonistka.
W 1990 roku rozpoczęła studia na Uniwersytecie Łódzkim, gdzie w 1995 r. ukończyła kulturoznawstwo.
W latach 1996–2002 pracowała w PWSFTviT jako montażystka filmowa, montując m.in. nominowaną do Oscara „Męską sprawę” w reżyserii męża, Sławomira Fabickiego.
Współpracowała m.in. z Polskim Radiem oraz czasopismami: „Zwierciadło”, „Twój styl”, „Bluszcz”, „Gazetą Pomorska”.
Mieszka w Warszawie, ma dwie córki.

## Twórczość literacka
Debiutowała w 1993 roku tomikiem poezji Bardziej cierpki smak. Jest autorką bestsellerowego cyklu książek o dojrzewaniu nastoletniego Rudolfa Gąbczaka i jego dysfunkcyjnej rodzinie, wydanych nakładem W.A.B.: Szalone życie Rudolfa (2002), Świńskim truchtem (2004), Seks i inne przykrości (2005) i Tango ortodonto (2006). W 2006 ukazał się przekład rosyjski pierwszej części cyklu, a w 2008 charytatywne wydanie książki w formie audiobooka, przeznaczone dla osób niewidomych i słabowidzących.
Największe uznanie przyniosła autorce powieść Rutka, wydana w 2016 r. w wydawnictwie Agora SA.
Jej książki doczekały się przekładów m.in. na język rosyjski, czeski, ukraiński oraz były przedmiotem seminarium na Wydziale Polonistyki Uniwersytetu w Oslo.

### Rutka
Według badaczy literatury dziecięcej, Rutka jest powieścią w nurcie postpamięciowej i postholokaustowej literatury dla dzieci. Narracja jest utrzymana w formie poetyki snu, mikroopowieści w otoczeniu łódzkich Bałut. Nieoczywiste, przełomowe przedstawienie dramatycznej historii łódzkiego getta poprzez przyjaźń dwóch dziewczynek i szczególną „podróż w czasie”, przyniosło autorce Rutki uznanie w postaci wyróżnień i nagród.
Książka zdobyła m.in. tytuł Książki Roku 2016 i Nagrodę Główną IBBY. Książka została też wpisana przez Internationale Jugendbibliothek na międzynarodową listę Białych Kruków The White Ravens 2017 oraz na Złotą Listę Lektur Fundacji ABCXXI Cała Polska Czyta Dzieciom.
Książka otrzymała także w 2017 r. Literacką Nagrodę Gryfia – Mała Gryfia; to jedyna w historii tej nagrody nominacja dla książki dla dzieci.
Powieść wygrała także w 2019 r. Nagrodę Główną (Jury Głównego i Jury Dziecięcego) XVII edycji konkursu Świat Przyjazny Dziecku organizowanego przez Komitet Ochrony Praw Dziecka.
Teatralna adaptacja „Rutki” w reżyserii K. Maciejaszek znajduje się w repertuarze łódzkiego Teatru Arlekin. Prawa do filmowej ekranizacji zostały sprzedane.

## Publikacje
- 1993: Bardziej cierpki smak; tomik wierszy
- 2002: Szalone życie Rudolfa; powieść dla młodzieży
- 2004: Świńskim truchtem; kontynuacja przygód zakompleksionego nastolatka
- 2005: Seks i inne przykrości
- 2006: Tango ortodonto
- 2008: Idę w tango, romans histeryczny
- 2013: Second Hand;
- 2015: Dokuczalska (bajka terapeutyczna)
- 2016: Rutka; powieść dla dzieci
- 2016: #me
- 2017: Rudolf Gąbczak i stan wyjątkowy
- 2018: Plaża w słoiku po kiszonych ogórkach

## Nagrody, nominacje, wyróżnienia
- Nagroda Główna IBBY: Książka Roku 2016 Polskiej Sekcji IBBY w kategorii: nagroda literacka za książkę dla młodzieży – za powieść Rutka
- Ogólnopolska Nagroda Literacka dla Autorki Gryfia/ Mała Gryfia – za powieść Rutka – 2017[11][12]
- wpisanie powieści Rutka na listę The White Ravens 2017
- wpisanie książki #me na Złotą Listę Lektur Polskiej Sekcji IBBY
- Złota Żyrafka 2019 za twórczość literacką dla dzieci i młodzieży przyznawana przez Interdyscyplinarny Festiwal Sztuk Miasto Gwiazd[13]
- Nagroda Główna (Jury Głównego i Jury Dziecięcego) XVII edycji konkursu Świat Przyjazny Dziecku, 2019 – za powieść Rutka